# Magdalena Contreras
Magdalena Contreras är ett av 16 distrikt (delegaciones) i sydvästra Mexico City. I distriktet bodde 239 086 invånare vid folkmätningen år 2010.